# Київська трикотажна фабрика "Роза"
Київська трикотажна фабрика "РОЗА" - підприємство трикотажної промисловості. Спеціалізується на виготовленні трикотажних полотен і є одним із найбільших виробників цієї продукції в Україні. Випускає також штучне хутро та різноманітні швейні вироби. У структурі – 3 основні виробництва: трикотажне, хутрове та швейне. Продукція містить гладкі і начісні полотна із бавовняної і синтетичної пряжі, полотна технічного призначення із синтетичних і штучних волокон.